# Monika Frenzel
Monika Frenzel (* 23. April 1950 in Kitzbühel) ist eine österreichische Kunsthistorikerin, Buchautorin und Kuratorin von historischen Ausstellungen.

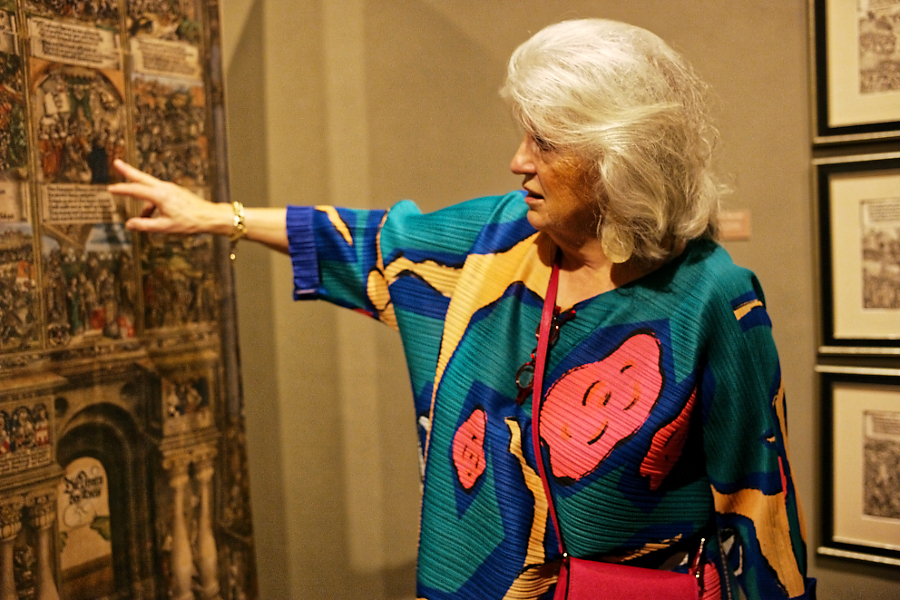
Monika Frenzel, 2019 in der Maximilians – Ausstellung in Innsbruck

## Leben

### Ausbildung
Geboren in Kitzbühel hat Monika Frenzel dort die Grundschule besucht, weiterführende Ausbildung in Salzburg mit Matura. An der Universität Innsbruck hat sie Kunstgeschichte und Mittelalterliche Geschichte studiert und 1978 bei Otto von Lutterotti zum Thema „Historische Gartenanlagen und Gartenpavillons in Tirol“ promoviert.

### Beruflicher Werdegang
Von 1972 bis 1992 war Monika Frenzel in Schloss Ambras in Innsbruck mit der Entwicklung und Betreuung von Ausstellungskonzepten tätig. Als diplomierter Austria Guide gründete sie 1993 zusammen mit einer Gruppe engagierter Fremdenführerinnen in Innsbruck den Kulturverein „Per Pedes“,  dessen Vorsitzende sie bis heute ist. Am Wirtschaftsförderungsinstitut (WiFi) in Innsbruck lehrte sie Tiroler Kunstgeschichte bis 2019. Zudem ist sie als Kuratorin von Ausstellungen, als Autorin von Büchern, Zeitungen, Zeitschriften sowie Katalogen, und als Organisatorin von historischen Events tätig. Für die „Hoffeste“ vor dem Goldenen Dachl in Innsbruck lieferte Monika Frenzel die Idee und Umsetzung. Von 2007 bis 2015 organisierte sie jährlich mit rund 80 Akteuren in historischen Kostümen diese Zeitreise an den Innsbrucker Hof um die Zeit von 1500.

### Publizistische Tätigkeit
Frenzels Schwerpunktthemen in Vorträgen sowie in Artikel, in Zeitungen, Zeitschriften, Ausstellungskatalogen und Festschriften sind historische Gärten, Tiroler Kunstgeschichte, die Habsburger, moderne Architektur und Tourismus in Tirol. Die Dissertation über „Historische Gartenanlagen und Gartenpavillons in Tirol“ war die erste wissenschaftliche Publikation Monika Frenzels, der zahlreiche Veröffentlichungen zu historischen Themen folgten. Unter anderem 1986 über Kunstdenkmäler der Stadt Innsbruck, 1993 über vergessene Gesamtkunstwerke in den historischen Gärten Österreichs, 1998 ihr Hauptwerk über „Gartenkunst in Tirol – von der Renaissance bis heute“. 2003 verfasste Frenzel eine Schrift zu „Kenotaph Kaiser Maximilians I in der Hofkirche zu Innsbruck“. Darüber veröffentlichte sie Ausstellungskataloge zu den von ihr kuratierten und mitkuratierten Ausstellungen. 2004 erstellte sie den Katalog zur Ausstellung „Emma Hellenstainer – ein Leben für den Gast“ in Schloss Trauttmannsdorff. 2023 publizierte sie als Herausgeberin zusammen mit Mitautorinnen und Mitautoren das Werk „Maximilian1 – Festkultur am Innsbrucker Hof – Jagd, Mummereien und Turniere als gar lustig Kurzweil“.

### Ausstellungen
1982 arbeitete Monika Frenzel bei der Ausstellung „Möbel in Schoss Ambras“ als Mitkuratorin mit. Die erste von Monika Frenzel kuratierte Ausstellung fand 1997 im Tiroler Volkskunstmuseum in Innsbruck statt. Thema war „Irdische Paradiese – historische Gartenarchitektur in Tirol“. Im Vorfeld der Ausstellung war sie in die Planung und die Anlage des Keuchengartens, einem Gartenelement aus der Renaissancezeit, in Schloss Ambras eingebunden. Der Garten ist heute wesentlicher Teil der Garten- und Parkanlage von Schloss Ambras. 2008 organisierte sie den Festumzug in Trient zur Erinnerung an die  Kaiserkrönung Maximilian I. mit 300 Statisten. 2005 kuratierte sie die Ausstellung „Maximilian I. – Triumph eines Kaisers“ in der Innsbrucker Hofburg. 
2017 erhielt Monika Frenzel den Auftrag, die Maximilian-Ausstellung 2019 „Maximilian1 – Aufbruch in die Neuzeit“ in der Hofburg Innsbruck, zu entwickeln und zu kuratieren. Sie betreute die Fortführung dieser Ausstellung als Dauerausstellung mit unterschiedlichen Themenschwerpunkten: 
- 2019: Jubiläums-Ausstellung zum 500. Todestag Kaiser Maximilians I. „Maximilian1 – Aufbruch in die Neuzeit“, Kaiserliche Hofburg Innsbruck
- 2020: Umwandlung in eine Dauerausstellung gemeinsam mit Gerhard Veigel (Ausstellungsarchitekt) und Manfred Corrine (Artdirektor), Themenschwerpunkt „Die Mummereien – Kostümfeste Kaiser Maximilians I.“ mit multimedialer Sonderpräsentation, Kaiserliche Hofburg Innsbruck
- 2021: Themenschwerpunkt „Der Kaiser und seine Turniere“, Kaiserliche Hofburg Innsbruck
- 2023: Themenschwerpunkt „Die Innsbrucker Hofplattnerei“, Kaiserliche Hofburg Innsbruck

In verschiedenen Zeitungen und Zeitschriften publiziert sie unter anderem über Maximilian I. und seine Zeit.

### Auszeichnungen
- 2021: Verdienstkreuz des Landes Tirol[7]
- 2025: Österreichisches Ehrenkreuz für Wissenschaft und Kunst